# Пригоди Піноккіо
«Приго́ди Піно́ккіо» (італ. Le avventure di Pinocchio) — роман італійського письменника Карло Коллоді про пригоди ляльки на ім'я Піноккіо. Завдяки книжці Коллоді став всесвітньо відомим. Роман адаптовано більш ніж 260 мовами по всьому світу
та перекладено понад 300 мовами.

## Історія написання
1881 року Коллоді закінчив писати новий роман «Історія маріонетки» про пригоди дерев'яної ляльки, яку він назвав Піноккіо (Від італ. pino — «сосна» + occhio — «око»). Згодом роман отримав назву «Пригоди Піноккіо» і друкувався в щотижневій «Газеті для дітей». Спочатку роман друкувався в журналах і його кінець був дещо трагічним: неслухняного хлопця повісили на дубі розбійники. На думку автора, це мало бути пересторогою всім неслухняним дітям, але на прохання читачів Коллоді оживив Піноккіо, повернувся до роману і дописав його. У новій версії Піноккіо не загинув, а натомість перетворився з дерев'яної маріонетки на справжнього хлопця. У 1883 р. «Пригоди Піноккіо» вийшли окремою книжкою та відразу стала однією з найпопулярніших книжок Італії і світу.

## Сюжет
Майстер Антоніо намагається зробити з поліна, що розмовляє ніжку для столика, але це не вдається. Дізнавшись про мрію свого приятеля, дарує йому поліно.
Джеппетто робить з подарунка ляльку на ім'я Піноккіо та опиняється у в'язниці. Цвіркун-балакун розмовляє з Піноккіо та отримує молотка у голову. Голодна лялька спалює собі ноги. Джеппетто повертається з в'язниці й купує ляльці буквар.
Замість школи Піноккіо потрапляє до театру, де знайомиться з іншими ляльками та їх хазяїном — Жеривогнем й вирушає до батька з п'ятьма золотими монетами.
По дорозі додому лялька знайомиться з Котом та Лисицею, які розповідають про Чарівне поле.
Піноккіо погоджується піти з ними. У таверні Кіт та Лисиця покидають Піноккіо. Лялька сама йде до Країни дурнів. По дорозі зустрічається з Цвіркуном-балакуном та розбійниками.
Тікаючи, Піноккіо знайомиться з Дівчинкою з блакитним волоссям. Розбійники підвішують Дерев'янка до гілки Старого дуба і покидають його. Дівчинка з блакитним волоссям виявилась Феєю й врятовує Піноккіо. Під час розмови у Дерев'яного Хлопця від брехні ніс починає рости. Дівчинка виправляє довжину носа, але застерігає проти обманів.
Піноккіо вирушає до свого батька, але замість цього йде з Котом та Лисицею до Країни дурісвітії. Там він закопує свої гроші. Проте його ошукують й саджають до в'язниці. Звільнившись з неї, потрапляє до капкана, а потім з ошийником на шиї сторожує. За сумлінну працю господар відпускає Піноккіо і той повертається до Дівчини з блакитним волоссям.
З її могили Голуб відносить Дерев'яного Хлопця до моря, щоб урятувати Джеппетто. Але через бурю це не вдається, і Піноккіо опиняється на острові у селі Працьовитих Бджіл. Вмираючи від голоду він жебракує, але працювати не хоче. Зустрічається з Дівчинкою з блакитним волоссям, яка, як виявилось, була жива та йде до школи. Після бійки зі своїми шкільними товаришами Дерев'янко заарештовують, але він тікає. Рятує свого переслідувача та попадає на пательню рибалки. Від нього Піноккіо тікає з допомогою бульдога. Повертаючись до Феї, розмовляє з селянином, під час якої у нього знов починає рости ніс. Піноккіо обіцяє Дівчинці з блакитним волоссям виправитися, але не виконує своєї обіцянки.
Разом зі своїм кращим другом Гнотиком на фургоні приїздить до Країни Розваг. Там вони через деякий час перетворюються на ослів. Їх продають на ринку. Піноккіо попадає до цирку, директор якого за допомогою батога навчає Дерев'яного Хлопця різним цирковим трюкам та танцям. Під час вистави Піноккіо стає кульгавим. Його продають шкуродеру, завдяки якому осел знов стає Дерев'яним Хлопцем та рятує своє життя у морі. На жаль це не вдається.
У морі він потрапляє до черева Акули. В нутрі якої знайомиться з Тунцем та зустрічається зі своїм батьком. Рятується разом з Джеппетто з черева Акули.
Опиняється в новому будинку разом з батьком та починає працювати. Разом з цим Піноккіо вчиться дома, зустрічає Кота, Лисицю, Гнотика, допомагає грошима Феї та стає людиною.

## Персонажі
- Піноккіо
- Джеппетто
- Майстер Черрі

## Екранізації
- У 1940 році студія Волта Діснея знімає мультфільм «Піноккіо».
- У 2009 році в Італії на телебачінні прем'єра телевізійного міні-серіалу «Піноккіо».
- у 2019 вийшов італійський фільм «Піноккіо» у головній ролі з Роберто Беніньї і Федеріко Єлапі.
- У 2022 році відбудеться прем'єра лялькового фільму «Піноккіо» режисера Гільєрмо дель Торо та фільму «Піноккіо» Роберта Земекіса.

## Видання українською
- Коллоді, Карло. Пригоди Піноккіо. Переклад з італ.: Євген Онацький. Київ — Львів, 1923[4]
- Коллоді, Карло. Пригоди Піноккіо. Переклад з італ.: Юрій Авдєєв. Київ: Молодь, 1967. 120 ст.
- Коллоді, Карло. Пригоди Піноккіо. Переклад з італ.: Юрій Авдєєв. Київ: Веселка, 1980.
- Коллоді, Карло. Пригоди Піноккіо. Переклад з італ.: Юрій Авдєєв. Київ: Веселка, 2006. 128 стор. ISBN 966-01-0058-2.[5]
- Коллоді, Карло. Пригоди Піноккіо. Переклад з італ.: Оксана Донічева. Київ: Країна Мрій, 2009. 269 стор. ISBN 978-966-424-216-2.[6]
- Коллоді, Карло. Пригоди Піноккіо. Історія Дерев'яного Хлопчика. Переклад з італ.: Юрій Авдєєв. Київ: Махаон-Україна, 2014. 320 стор. ISBN 978-617-526-693-9[7].

## Див. Також
- Буратіно